# Aqüeducte de la Font del Llorito
L'Aqüeducte de la Font del Llorito és una obra de Tarragona protegida com a Bé Cultural d'Interès Local.

## Descripció
L'any 1607 es va construir una conducció amb canonada de fusta de pi des de la font de les Morisques. L'aigua arribava a les escales de la Seu, on es va fer un dipòsit i una font el 1609. Posteriorment es va intentar refer la conducció amb pedra i calç però no va arribar a funcionar bé. Al segle xviii l'aqüeducte es va intentar reparar però no es va reeixir.